# 三原JAPAN Sanyuan JAPAN
三原JAPAN Sanyuan_JAPAN是由日籍YouTuber三原慧悟所創立的臺灣YouTube頻道，建立於2015年9月8日，並在2015年9月12日上傳第一部影片。2016年頻道突破10萬人訂閱，並在2019年頻道突破100萬人訂閱。2021年，此頻道是臺灣首位達成突破100萬人訂閱和擁有最多訂閱數的外籍YouTuber。

## 簡介
2015年1月，三原慧悟在YouTube上開設頻道「東京ちゃぶ台返し」，這是「三原慧悟Sanyuan_Japan」頻道的前身。2016年2月，三原辭去富士電視台的工作；同年6月，三原正式開始Youtuber活動。
2018年6月1日，三原慧悟Sanyuan_Japan更名為「三原JAPAN Sanyuan_JAPAN」。2019年8月20日，接受中華民國總統蔡英文的邀請拍攝，也成為了首位台灣的外籍YouTuber。

## 成員資料

### 現任成員
| 姓名 暱稱                    | 生日          | 團隊頻道                    | 個人頻道 |
| 三原慧悟 （三原）            | 1989年5月8日  | 三原Japan 三原Music         | |
| 村上淳也 （Jun醬、變態先生） | 1988年4月21日 | 三原Japan 三原Team UMAI美食 | 《酒の変態チャン!!》 （页面存档备份，存于） 《Junya jr. / こじゅんや》 （页面存档备份，存于） 《一位日本人JUN!YA!!【變態先生】》 （页面存档备份，存于） |

### 小助理
| 暱稱 | 簡介 |
| 小奈 | 日本福島縣南相馬市出身，因311大地震受到台灣救援隊與善款捐助，開啟了喜歡上台灣的契機並想在台灣完成50個願望。 |

### 歷任成員
| 姓名 暱稱           | 退團日期       | 備註                                                           | 個人頻道                                                              |
| 富田克將 （Tommy）  | 2020年1月31日  | 因追求自己的夢想而退團                                         | Tommy Tommy Japan （页面存档备份，存于）                              |
| YU君                | 2021年2月7日   | 返回日本後因家庭因素而無法回歸團體，並於同年3月2日發表退團通告 |                                                                       |
| 佐藤朝繪 （Sato醬） | 2022年1月23日  | 因搬回台南市定居、往返南北不易和因為结婚，所以選擇退團         | 《Sato散歩》 （页面存档备份，存于） 於2022年1月19日上傳第一部影片     |
| 岡田真菜實 （Mana） | 2022年1月23日  |                                                                | 《我是Mana》 （页面存档备份，存于） 於2022年2月3日上傳第一部影片      |
| 林佳棻 （LinLin）   | 2022年1月23日  |                                                                | 《LinLin林佳棻》 （页面存档备份，存于） 於2022年1月23日上傳第一部影片 |
| 楊文孜 （ZuZu）     | 2022年10月31日 |                                                                | 《ズズZuzu》 （页面存档备份，存于） 於2023年9月22日上傳第一部影片     |

## 外部連結

### YouTube
- YouTube上的三原JAPAN Sanyuan JAPAN頻道

### Facebook
- 三原JAPAN Sanyuan JAPAN的Facebook專頁

### Instagram
- 三原慧悟/サンエン/Mr.3的Instagram帳戶
- JUN醬（變態先生）的Instagram帳戶
- 楊文孜 ズズ的Instagram帳戶
- Mana Okada/まな的Instagram帳戶
- リンリン 林佳棻的Instagram帳戶